# Benjamin Saint-Huile
Benjamin Saint-Huile, (Maubeuge, Noord, 10 mei 1983), is een Franse politicus .
In maart 2008 werd Benjamin Saint-Huile verkozen tot burgemeester van Jeumont (Noord) toen hij 24 jaar oud werd. Hij was ook voorzitter van de stedelijke gemeenschap Maubeuge Val de Sambre van april 2014 tot juni 2022.
Saint-Huile heeft zijn voormalig lidmaatschap van de Socialistische Partij (PS) achter zich gelaten in februari 2022, omdat hij zijn partij niet langer steunde of zich erin herkende. Hij stelde zich kandidaat voor de parlementsverkiezingen van 2022 in het derde kiesdistrict van het Noorden. Hij won deze verkiezingen in zijn kiesdistrict met 51,7% van de stemmen en versloeg daarmee de nationalistische kandidaat Sandra Delannoy. Om te voldoen aan de regel voor het bekleden van meerdere functies, nam hij ontslag als burgemeester om parlementslid te worden.